# José Camarón y Meliá
José Juan Camarón y Meliá (Segorbe, Castellón, 26 de diciembre de 1760-Madrid, 11 de enero de 1819), fue un pintor y grabador español. 

## Biografía
Hijo de José Camarón Bonanat y hermano de Rafael, ambos pintores. Estudió en la Escuela de Bellas Artes de San Carlos de Valencia. Más tarde obtuvo una pensión para continuar estudios en Roma donde permaneció entre 1779 y 1785 y, a su regreso, fue nombrado pintor de cámara (1802), director de pintura de la Real Fábrica de Porcelana del Buen Retiro (1799), académico de mérito de la Real de San Carlos de Valencia y teniente director de la de Real Academia de Bellas Artes de San Fernando, de la que llegó a ser director honorario.
Falleció en Madrid en enero de 1819.
Se conoce un Retrato de José Camarón y Meliá por el pintor Asensio Julià, en subasta por la Casa Christie's.

## Obras propiedad delMuseo del Prado
- Paseo del Prado con personajes junto a una vendedora ambulante, óleo sobre lienzo, 280 x 180 cm (en dep. en el Ministerio de Hacienda, Madrid) [P3891].
- Vendedora ambulante y varias figuras a la orilla de un río, óleo sobre lienzo, 280 x 180 cm (en dep. en el Ministerio de Hacienda, Madrid) [P3892].
- Dos mujeres y un niño, óleo sobre lienzo, 168 x 160 cm (en dep. en la Embajada de España en Londres) [P5527].
- Descanso en la Huida a Egipto, aguada y pluma sobre papel, 285 x 217 mm [D631].